# Emahoy Tsegué-Maryam Guèbrou
Emahoy Tsegué-Maryam Guèbrou   (Addis Abeba, 12 de desembre de 1923 - Jerusalem, 27 de març de 2023) (Gəʿəz ፅጌ ማርያም ገብሩ; nascuda Yewubdar Gebru) fou una monja cristiana ortodoxa d'Etiòpia, coneguda per les seves composicions i les seves interpretacions al piano. Fou una persona de conviccions feministes i fou la primera dona que treballà per al servei civil etíop, la primera que cantà en una església ortodoxa etíop, i la primera traductora del patriarca ortodox a Jerusalem.

## Biografia
Guèbrou (anomenada en néixer Yewubdar Gebru) va néixer en una família rica d'Addis Abeba el 12 de desembre de 1923. A l'edat de sis anys va ser enviada a un internat a Suïssa. Va fer el viatge en tren des de les terres altes d'Addis Abeba fins al port de Djibouti i després amb vaixell fins a Marsella. A Suïssa, va descobrir la música occidental i hi va estudiar el violí. El 1933 va retornar a Etiòpia i va freqüentar la cort imperial.
Durant la Segona Guerra Italoetíop, ella i la seva família van ser fets presoners de guerra i van ser enviats per l'exèrcit italià al campament de presoners a l'illa italiana d'Asinara i més tard a Mercogliano, prop de Nàpols. Després de la guerra, Guèbrou va estudiar amb el violinista polonès Alexander Kontorowicz al Caire. Kontorowicz i Guèbrou van retornar a Etiòpia, on Kontorowicz va ser nomenat director musical de la banda de la Guàrdia de Cos Imperial. Guèbrou va ser contractada com a ajudant administrativa.

Freqüentà l’alta societat d’Addis Abbeba. Un dels fills de l'Emperador Haile Selassie I li va oferir pagar-li una estada a Anglaterra perquè pogués perfeccionar el seu piano, a més d'una beca a la Royal Academy of Music, que va obtenir. Però l'emperador s'hi va negar. Decebuda, va fugir d'aquesta vida i, amb 23 anys, es va refugiar al monestir Guishen Mariam de la província de Wollo, on es va convertir en monja.
| « | No sempre podem escollir què aporta la vida… | » |

, diu en una entrevista molts anys després,
| « | … però podem escollir com respondre | » |

 Allà adopta el nom religiós de germana Emahoy Tsegué-Maryam. No pogué continuar la seva tasca musical en aquest monestir de l'interior rural d'Etiòpia, on vivia descalça, sense aigua corrent ni electricitat. Ja no tenia accés al piano. Les seves condicions de vida foren tan dures que caigué greument malalta i hagué de tornar a casa dels seus pares a Addis Abeba. Allà va tornar a tocar el piano, i va compondre peces per a piano, violí i orgue.
Als anys 1960, va viure a la província de Gondar, on va estudiar la música religiosa de Sant Yared, músic del segle VI que es considera l'inventor de la tradició musical sacra de l'Església ortodoxa etíop. Allà, la commogué la situació d'altres joves estudiants, sovint reduïts a demanar menjar i allotjament per poder estudiar música sacra. El seu primer treball discogràfic es va publicar el 1967. Els ingressos de les vendes i els llançaments posteriors van ser destinats a entitats benèfiques. La Fundació Musical Emahoy Tsege Mariam va ser creada per ajudar els nens necessitats, tant de l'Àfrica com a l'àrea metropolitana de Washington DC, per estudiar música.
El 1984 es va traslladar al monestir etíop de Jerusalem a causa del conflicte entre les seves creences religioses i el règim marxista de Mengistu Haile Mariam, que s'havia convertit en el cap d'estat etíop.
L'abril de 2017 Guèbrou va ser protagonista d'un documental de Ràdio 4 de la BBC, presentat per Kate Molleson i intitulat The Honky Tonk Nun.

## Música
Una recopilació dels treballs de Guèbrou va ser publicada al segell de discs Éthiopiques. El seu nom també consta a The Rough Guide to the Music of Ethiopia i a The Rough Guide to African Lullabies.
Va ser redescoberta tard, després d'haver viscut en clausura durant diverses dècades. El 2006, a França, el productor musical i crític Francis Falceto va llançar a la seva sèrie Música d'Etiòpia (volum 21), una recopilació de títols de Tsegué-Maryam Guèbrou, que aleshores tenia 83 anys, de més de 75 minuts de piano sol.
Durant tres dècades visqué una vida de recolliment amb només algunes rares actuacions, com la que va fer al Centre de la Comunitat jueva de Washington DC el 12 de juliol de 2008.
A Jerusalem el 2013 es van fer tres concerts per celebrar el seu 90è aniversari, i es va publicar una recopilació de les seves composicions musicals. El 2019, la seva cançó Homesickness va ser usada per a la campanya publicitària titulada 'Tornant a Casa' per a l'empresa Amazon.com anunciant els seus productes Echo Auto i Echo Smart Speaker, creada per l'agència publicitària Wongdoody. Aquesta cançó s'inclou a l'àlbum 'Ethiopiques 21: Cançó d'Etiòpia' (2006) al segell musical Buda Musique.

## Estil
Les seves creacions es basen en la tradició musical etíop, que utilitza un sistema modal específic pentatònic. La seva música per a piano es descriu com a assimilable al blues melòdic, amb un fraseig complex rítmicament. Francis Falceto també indica sobre ella:
| « | Tsegué-Maryam Guèbrou est pianiste et compositrice. Vocation fondamentale. Tout le reste n'est que fortune contrariée et logique du chagrin. (Tsegué-Maryam Guèbrou és pianista i compositora. Aquesta és la seva vocació fonamental. Tota la resta no és més que fortuna frustrada i lògica del dolor.) | » |